# Scopula loxographa
Scopula loxographa är en fjärilsart som beskrevs av Turner 1941. Scopula loxographa ingår i släktet Scopula och familjen mätare. Inga underarter finns listade.